# Galactia augustii
Galactia augustii är en ärtväxtart som beskrevs av Hermann August Theodor Harms. Galactia augustii ingår i släktet Galactia och familjen ärtväxter.

## Underarter
Arten delas in i följande underarter:
- G. a. augustii
- G. a. celendinensis